# Parc national de Chréa
Le parc national de Chréa (en arabe : الحظيرة الوطنية الشريعة), est un parc national d'Algérie situé à 50 km au sud d'Alger dans la wilaya de Blida.

## Présentation

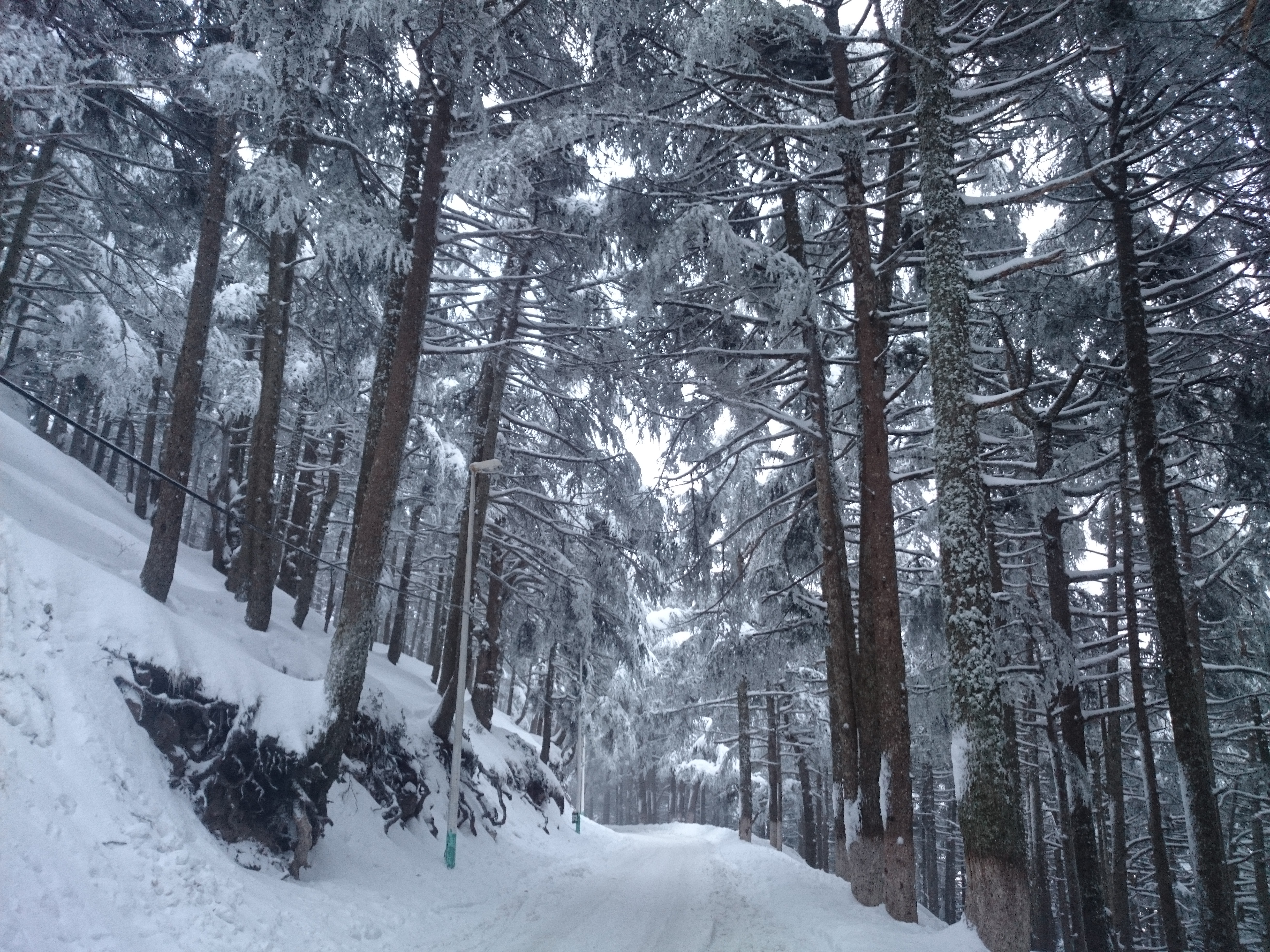
Le parc national sous la neige

C'est essentiellement un parc montagneux, situé en plein cœur du massif blidéen (partie de l'Atlas tellien). Connu surtout pour sa station de sports d'hiver à Chréa, il abrite aussi de vastes forêts de cèdres centenaires ainsi que les gorges de la Chiffa et le lac de Dhaya à Tamesguida. Le parc offre également la possibilité de faire des randonnées pédestres.
Les cédraies sont le refuge d'une population de macaques berbères (Macaca sylvanus), espèce menacée.
Le parc a été reconnu réserve de biosphère par l'UNESCO en 2002.

## Vie sauvage

### Flore
Les arbres les plus présents sont le cèdre, le chêne vert, le chêne-liège, le thuya, le pin d'Alep, le houx et l’if et  l'épine-vinette. On y trouve aussi des orchidées et des lichens.

### Faune
Le parc abrite les espèces de mammifères suivantes : le magot, la genette, le lynx, la hyène rayée, la mangouste, le porc-épic, le chacal doré, le renard, le sanglier, la loutre et la belette.
Le parc abrite les espèces d'oiseaux suivantes : l'aigle royal, l'aigle de Bonelli, le faucon pèlerin, le vautour fauve et le percnoptère d'Égypte.